# Hürriyet
«Хюррієт» (тур. Hürriyet — «Свобода») — турецька щоденна газета. Заснована 1 травня 1948 року в Стамбулі.

## Історія
Заснована Седатом Сімаві 1948 року. Перший випуск газети 1 травня розпочинала стаття «Йорданія й Ірак увійшли в Палестину».
Після смерті Седата Сімаві 1953 року газету очолили його сини — Халдун і Ерол Сімаві. 1971 року, після заснування холдингу Veb Ofset, Халдун Сімаві покинув керівництво газетою і видання перейшло під керування Ерола Сімаві. Від 1971 року Hürriyet відкрила бюро в Ізмірі, Анкарі, Адані і Ерзурумі і перейшла на офсетний друк з використанням кольорових фотографій.
7 березня 1990 року члена ради директорів видання, письменника й колишнього головного редактора газети Четіна Емеча убито пострілом з пістолета. Після зміни логотипу 1 травня 1988 року до управління газетою приєдналися Ерол Аксой і Дінч Більгін. 1994 року медіагрупа Doğan придбала 70 % акцій видання, і керує газетою донині. 20 років головним редактором газети був Ертугрул Озкек. Від 29 грудня 2009 року головним редактором є Еніс Бербероглу. У червні 2011 року сайт газети з 9,5 млн відвідувачами посів четверте місце серед найвідвідуваніших у Європі.